# Martin Stoll (Unternehmer)
Martin Stoll (* 1920 in Waldshut; † März 2012) war ein deutscher Unternehmer und Hersteller von Büromöbeln.

## Leben
Martin Stoll stammte aus der Büromöbelhersteller-Familie, die 1871 von seinem Großvater Albert Stoll begründet wurde. Er besuchte nach seiner Schulzeit die Holzfachschule in Rosenheim. Danach trat er in das elterliche Unternehmen ein und führte dieses zusammen mit seinen Brüdern Albert und Christof Stoll an Standorten in Koblenz AG sowie in Tiengen und Waldshut nach dem Tod ihres Vaters 1937 fort.
Nach seinem Kriegseinsatz geriet er in englische Gefangenschaft, aus der er 1947 entlassen wurde. Er trat danach wieder in das elterliche Unternehmen ein, das 1958 dann zwischen ihm und seinem Bruder Christof aufgeteilt wurde. Martin Stoll übernahm die Werke in Tiengen und firmierte ab 1977 unter „Martin Stoll Stuhlfabrik“ (heute Kinnarps GmbH). Er leitete das Unternehmen bis 1999. 2006 wurde die Produktion in Tiengen eingestellt.
Martin Stoll war verheiratet und hatte drei Töchter und einen Sohn. Er wurde auf dem Bergfriedhof von Bernau im Schwarzwald bestattet.

## Ehrenamt
Martin Stoll war Schöffe von 1974 bis 2002.

## Auszeichnungen
- 2003: Ehrennadel des Landes Baden-Württemberg